# Macromitrium ruginosum
Macromitrium ruginosum är en bladmossart som beskrevs av Bescherelle 1898. Macromitrium ruginosum ingår i släktet Macromitrium och familjen Orthotrichaceae. Inga underarter finns listade i Catalogue of Life.